# Andreas Brehme
Andreas "Andi" Brehme, född 9 november 1960 i Hamburg, död 20 februari 2024 i München, var en tysk fotbollsspelare som spelade som försvarare. Han var senare verksam som tränare.
Andreas Brehme avgjorde VM-finalen 1990 på straff i den 85:e matchminuten. Brehme tillhörde VM-turneringens bästa spelare och gjorde sammanlagt tre mål under slutspelet. Han var även med i det västtyska lag som blev silvermedaljörer i Mexiko-VM 1986. Brehme gjorde bland annat ett frisparksmål i semifinalen mot Frankrike. Storhetstiden tillbringade Brehme i FC Bayern München och Inter. Han avslutande karriären där den började: i 1. FC Kaiserslautern i samband med Kaiserslauterns sensationella ligaguld 1998. Brehme var under en period tränare för 1. FC Kaiserslautern.

## Meriter
- A-landskamper: 86 (8 mål) (1984–1994)

- VM i fotboll: 1986, 1990, 1994
  - VM-matcher/mål: 16/4 (1986: 5/1 1990: 6/3 1994: 5/0)
  - VM-medaljer: 1 guld (1990),  1 silver (1986)

- EM i fotboll: 1984, 1988, 1992
  - EM-matcher/mål: 12/1
  - EM-medaljer: 1 silver (1992)

- Italiensk mästare: 1989
- Tysk mästare: 1987, 1998